# لويس الثالث دوق أنجو
لويس الثالث (بالفرنسية: Louis III d'Anjou)‏ (25 سبتمبر 1403 - 12 نوفمبر 1434) كان الملك الاسمي على نابولي 1417-1426 وكونت بروفنس وفوركالكيه وبييمونتي وماين ودوق أنجو 1417-1434 ودوق كالابريا 1426-1434.